# ام. امت والش
مایکل امت والش (انگلیسی: Michael Emmet Walsh؛ ۲۲ مارس ۱۹۳۵ – ۱۹ مارس ۲۰۲۴) بازیگر آمریکایی بود که در بیش از ۲۰۰ فیلم و سریال تلویزیونی، از جمله نقش‌های کوتاه اما مهمی مانند فیلم‌های ساعات کار (۱۹۷۸)، احمق (۱۹۷۹)، بلید رانر (۱۹۸۲)، مخلوقات (۱۹۸۶) و کریسمس در کنار خانواده کرنک (۲۰۰۴) ظاهر شد.

## مرگ
والش در ۱۹ مارس ۲۰۲۴، سه روز قبل از تولد ۸۹ سالگی خود، بر اثر ایست قلبی در مرکز پزشکی نورث وسترن در سنت آلبانز، ورمانت درگذشت.

## گزیده فیلم‌شناسی

### فیلم
- رستوران آلیس (۱۹۶۹)
- کابوی نیمه‌شب (۱۹۶۹)
- بزرگ‌مرد کوچک (۱۹۷۰)
- تازه چه خبر دکتر؟ (۱۹۷۲)
- سرپیکو (۱۹۷۳)
- قمارباز (۱۹۷۴)
- در راه افتخار (۱۹۷۶)
- نیکلودئون (۱۹۷۶)
- ساعات کار (۱۹۷۸)
- احمق (۱۹۷۹)
- مردم معمولی (۱۹۸۰)
- سرخ‌ها (۱۹۸۱)
- جاده فرعی (۱۹۸۱)
- بلید رانر (۱۹۸۲)
- سیلکوود (۱۹۸۳)
- گرندویو (۱۹۸۴)
- دهشت‌زده (۱۹۸۴)
- چاتاهوچی (۱۹۸۵)
- بهترین زمان (۱۹۸۶)
- بازگشت به مدرسه (۱۹۸۶)
- هری و خانواده هندرسون (۱۹۸۷)
- بزرگ کردن آریزونا (۱۹۸۷)
- عقرب قرمز (۱۹۸۸)
- شامگاه (۱۹۸۸)
- پاک و هوشیار (۱۹۸۸)
- کوئین توانا (۱۹۸۹)
- اگه می‌تونی منو بگیر (۱۹۸۹)
- شن‌های سفید (۱۹۹۲)
- اعتدالین (۱۹۹۲)
- کمپ ناکجاآباد (۱۹۹۴)
- ویلی آزاد ۲ (۱۹۹۵)
- تمساح آلبینو (۱۹۹۶)
- زمانی برای کشتن (۱۹۹۶)
- عروسی بهترین دوست من (۱۹۹۷)
- رئیس هیئت مدیره (۱۹۹۸)
- گرگ‌ومیش (۱۹۹۸)
- غرب وحشی وحشی (۱۹۹۹)
- غول آهنی (۱۹۹۹)
- قلب تصادفی (۱۹۹۹)
- کریسمس در کنار خانواده کرنک (۲۰۰۴)
- گورخر مسابقه (۲۰۰۵)
- دان مک‌کی (۲۰۰۸)
- زندگی عجیب تیموتی گرین (۲۰۱۲)
- کالواری (۲۰۱۴)
- تقلید (۲۰۲۰)

### مجموعه تلویزیونی
- فلش (۱۹۹۰)